# James Chua
James Chua (* 30. März 1979) ist ein malaysischer Badmintonspieler. 

## Karriere
James Chua wurde 2001 sowohl bei den Thailand Open als auch den Indonesia Open Fünfter im Herreneinzel. In der gleichen Disziplin siegte er 2002 bei den Malaysia Open und wurde Zweiter bei den Swiss Open. 2002 gewann er auch Bronze mit dem malaysischen Team bei den Asienspielen.

## Sportliche Erfolge
| Saison | Veranstaltung  | Disziplin    | Platz | Name       |
| ------ | -------------- | ------------ | ----- | ---------- |
| 2001   | Thailand Open  | Herreneinzel | 5     | James Chua |
| 2001   | Indonesia Open | Herreneinzel | 5     | James Chua |
| 2002   | Swiss Open     | Herreneinzel | 2     | James Chua |
| 2002   | Malaysia Open  | Herreneinzel | 1     | James Chua |
| 2003   | Thailand Open  | Herreneinzel | 5     | James Chua |